# QALY
Le QALY (de l’anglais quality-adjusted life year, « année de vie pondérée par la qualité ») est un indicateur économique visant à estimer la valeur de la vie. Le QALY peut être utilisé, en médecine, pour déterminer la valeur pécuniaire d'une intervention ou d'un traitement. Une année en bonne santé correspond à un QALY de 1 ; une intervention causant la mort correspond à un QALY de 0 ; une année au cours de laquelle l'intervention thérapeutique permet de prolonger l'espérance de vie effective mais affecte les conditions de vie (par exemple, en évitant le décès au prix d'un handicap) sera comptée entre 0 et 1.
Proposé en 1977 par Weinstein et Stason, le QALY est issu de l'application à la santé publique de la théorie de l'utilité en économie, et peut être comparé avec un autre indicateur utilisé par l'Organisation mondiale de la santé (OMS), l'espérance de vie corrigée de l'incapacité (en anglais DALY, disability-adjusted life year).
L'usage du QALY en tant qu'indicateur est controversé. Des économistes comme Alan H. Williams, ancien professeur au Centre for Health Economics de l'université d'York, ont largement appuyé son utilisation. Williams a ainsi été à l'origine de la création du National Institute for Health and Care Excellence (NICE), un organisme britannique qui utilise ce critère. D'autres, comme John Morley Harris, premier philosophe à avoir été coopté au sein de l'Academy of Medical Sciences (en) et rédacteur en chef de The Journal of Medical Ethics (en), l'ont au contraire fortement critiqué.

## L'espérance de vie et la qualité de vie et les présupposés éthiques du QALY
Un QALY est une mesure de l'utilité perçue par les patients d'une action médicale qui correspond à une année de vie gagnée. Elle vise ainsi à évaluer simultanément l'espérance de vie avec la notion de qualité de vie.
Cet indicateur se fonde donc sur la présupposée éthique selon laquelle la vie en tant que telle, sans prise en compte des conditions dans lesquelles elle se déroule, n'a pas de valeur estimable : pour pouvoir estimer la valeur d'une vie, il faut prendre en compte non seulement sa durée (laquelle correspond à la notion selon laquelle la vie vaut, en soi, d'être vécue, quelles que soient ses conditions) mais aussi ses conditions. Seule la pondération de ces deux paramètres peut permettre d'estimer la valeur d'une vie ; ce qui ne veut pas dire que la vie ne reçoit sa valeur que de la pondération de ces deux paramètres, puisque l'un des paramètres pris en compte, la durée de vie, repose précisément sur le principe selon lequel toute vie vaut d'être vécue. Néanmoins, ce critère présuppose qu'à lui seul, ce principe n'est pas suffisant pour évaluer l'efficacité des politiques de santé publique : si on utilisait ce seul critère pour évaluer les soins de santé, le seul fait de prolonger l'espérance de vie sans prendre en compte la qualité de celle-ci, ce qui mènerait à une détérioration importante des conditions de vie, n'aurait aucun sens.

## Le QALY comme critère d'utilité
La prise en compte des QALY peut être utilisée pour évaluer l'intérêt de certains actes thérapeutiques, en fonction de leurs effets escomptés à la fois sur l'espérance de vie et la qualité de vie. Son intérêt ne réside cependant pas dans l'évaluation isolée d'un acte thérapeutique, mais dans la possibilité qu'il permet d'arbitrer entre différents actes : s'il faut choisir, on choisira entre celui qui maximisera à la fois l'espérance de vie et la qualité de vie, ou l'optimum entre ces deux paramètres. Un tel indicateur peut ainsi être utilisé en conjonction du principe de Pareto d'optimisation maximale de la situation de tous pour évaluer la répartition des soins.
Si cette formalisation économique repose sur une conception abstraite des individus, qui présume donc l'égalité de tous et le droit égal de chacun à vivre, en aucun cas n'implique-t-elle cependant une neutralité axiologique. Selon les interprétations qu'on a du concept de dignité de la personne, certains individus peuvent en effet considérer que rien ne justifie d'équilibrer l'espérance de vie avec les conditions de vie, postulant que la vie en soi est une valeur absolue. D'un point de vue individuel, ils accorderaient ainsi un indice QALY 1 à toute vie.
D'autres au contraire pourront considérer que dans des conditions de vie trop dégradées, rien ne justifie de maintenir en vie une personne coûte que coûte. D'un point de vue subjectif, ils accorderont un indice QALY 0 lorsque les conditions dépassent les limites de l'acceptable.
Or, l'indice QALY rejette précisément ces deux points de vue, puisqu'il se situe nécessairement entre 0 et 1. Certains économistes ont cependant, par exemple, pris en compte le second point de vue, en accordant des valeurs négatives à certains indices QALY.
La fixation de l'indice QALY est habituellement effectuée soit par le biais de questionnaires aux patients, soit selon des formulaires standardisés qui prend en compte des critères impersonnels tels que la mobilité, l'autonomie, la douleur et l'anxiété ou la souffrance psychique. Les questionnaires individualisés sont de trois types généraux :
- les questionnaires procédant par Time-trade-off (en): on demande à quelqu'un, en santé moyenne à qui il reste une espérance de vie effective de 10 ans, de choisir entre ne rien faire et vivre les 10 ans à venir dans le même état moyen, ou subir une intervention lui améliorant la santé mais réduisant son espérance de vie. Il doit noter, sur une échelle de 1 à 10, le nombre d'années en parfaite santé qu'il considère comme équivalent aux 10 années en santé moyenne.
- le standard gamble (SG), ou « pari ordinaire » : on demande à un patient s'il préfère continuer à vivre dans l'état de santé (médiocre) qui est le sien, ou s'il est prêt à risquer une intervention qui peut lui restaurer une santé parfaite mais également le tuer. L'inconvénient de ce test réside dans les variations de perception du risque et de l'utilité espérée propre aux individus : un patient ayant une très forte aversion au risque pourrait refuser une intervention chirurgicale ayant 99,9999 % de chance de lui apporter un bienfait considérable.
- Un test Visual analogue scale (en) : on demande au patient d'évaluer, sur une échelle de 0 à 100, son état de santé (0 représentant la mort et 100 la santé parfaite). Cette méthode est plus facile à mettre en œuvre mais très subjective.

## Lacunes et critiques
L'une des faiblesses principales de l'indice QALY, cependant, repose sur l'absence de prise en compte de l'effet de la santé d'un individu sur son entourage (par exemple, un handicap lourd contraindrait les parents à effectuer de nombreux sacrifices, bien que ceux-ci puissent être, ou non, contrebalancés par le bonheur qu'ils éprouvent à s'occuper de leur enfant - ce qui renvoie notamment à l'éthique du care).
L'argument principal du philosophe John Harris (1987), qui critique cet indice en l'accusant d'âgisme, consiste à montrer que puisque l'indice QALY ne prend en compte que l'utilité collective, il est inapte à favoriser une distribution équitable des ressources de santé, et se révèle donc injuste. Harris illustre son argument, par exemple, en affirmant qu'il serait injuste de préférer de sauver la vie d'un patient de 20 ans plutôt que de celle de deux personnes de 90 ans — ce qui aurait pour effet de maximiser l'indice QALY général de la société. Selon lui, cet exemple montrerait que la vie d'un patient, jeune, vaudrait celle de deux, âgés. Les critiques ont tendance à argumenter au contraire que c'est précisément parce qu'on considère les patients équitablement qu'on préfère maximiser l'indice QALY d'une personne plutôt que d'augmenter très légèrement l'indice QALY de deux individus.
Plus récemment, ECHOUTCOME, un projet de la Commission Européenne, a recommandé de ne plus utiliser les QALYs en aide à la décision après avoir réalisé une étude sur 1 361 sujets en Grande Bretagne, Belgique, France et Italie. Les conclusions de cette étude européenne confirmèrent que les quatre hypothèses théoriques des QALYs (la qualité de vie doit pouvoir être mesurée en intervalles constants, les années de vie et la qualité de vie doivent être indépendantes, les sujets doivent être neutres au risque, la propension à sacrifier des années de vie doit être constante avec le temps) n'ont jamais pu être vérifiées, ce qui explique pourquoi des résultats divergents exprimés en QALYs ou coûts/QALY peuvent être produits à partir d'une même base de données,,.